# هاسمیک هوخانیان
هاسمیک ایلیچی هوخانیان (ارمنی: Հասմիկ Իլյիչի Հոխանյան؛  ۱۸ نوامبر ۱۹۸۹) نقاش اهل ارمنستان بود.

## زندگی‌نامه
وی در ۱۸ نوامبر ۱۹۸۹ در آبوویان به دنیا آمد و از آکادمی دولتی هنرهای زیبای ارمنستان فارغ‌التحصیل گشت. 